# 연극이 끝나고 난 뒤
《연극이 끝나고 난 뒤》는 2016년 7월 2일부터 8월 20일까지 tvN에서 방송된 예능 프로그램이다. 웹드라마 《아이언레이디》의 예능적 요소를 더한 프로그램이다.

## 출연자
- 하석진
- 윤소희
- 유라
- 이민혁
- 안보현
- 신승환